# Орешарский, Пламен
Пла́мен Василев Ореша́рский (болг. Пламен Василев Орешарски; род. 21 февраля 1960, Бобов-Дол, Кюстендилская область, Болгария) — болгарский государственный и политический деятель, премьер-министр Болгарии с 29 мая 2013 по 24 июля 2014 года.

## Биография
В 1985 году закончил в Софии Высший экономический институт им. Карла Маркса (сейчас Университет национального и мирового хозяйства). В 1992 году получил докторскую степень (по теме инвестиции и их анализ). Проходил практику во время аспирантуры в США и Великобритании. С 1992 по 1993 год преподавал в Университете национального и мирового хозяйства.
Уже в 1993 году был приглашён на работу в министерство финансов Болгарии, где работал до 1997 года, возглавляя один из департаментов. Он проявил себя очень хорошим организатором и с 1997 года стал заместителем министра финансов, проработав до 2001 года. С 2001 года по 2005 он опять на преподавательской работе в родном университете, став при этом заместителем ректора.
В 2005 году лидер социалистов Болгарии Сергей Станишев, став премьер-министром страны, сделал министром финансов Пламена Орешарского. Это правительство функционировало до 2009 года затем ушло в отставку. На этот раз Орешарский не вернулся к преподавательской деятельности, а продолжил работу в парламенте.
По результатам досрочных выборов в Болгарии весной 2013 года президент Болгарии Росен Плевнелиев 23 мая доверил Пламену Орешарскому формировать правительство.

### Во главе правительства
В конце мая состав правительства был предложен, и президент подписал указ, которым предложил Народному собранию избрать Пламена Орешарского премьером.
29 мая 2013 года был избран премьер-министром Болгарии.
Работа на посту премьера началась очень сложно. По стране возобновились демонстрации и протесты с требованиями отставки правительства. Однако работа правительства упорно продолжалась. 23 июля демонстранты в Софии заблокировали выходы из здания парламента, заложниками ситуации оказались министры, депутаты и журналисты. Блокада длилась в течение восьми часов. Только затем полиция сумела разблокировать здание.
Осенью 2013 года оппозиция предпринимала попытки отправить правительство в отставку. Однако 25 сентября и 2 октября правительству удалось устоять.
23 июля 2014 года Орешарский подал в отставку. На следующий день парламент утвердил отставку. Его правительство продолжалось 422 дня. До утверждения служебного правительства (6 августа) кабинет Орешарского продолжал работу.

### После премьерства
В 2016 году выдвинут кандидатом в президенты Болгарии как независимый кандидат, поддержан Движением за права и свободы, в первом туре занял пятое место и набрал 6,63 % голосов.

## Научные работы
Пламен Орешарский имеет большое количество научных работ, профессиональных комментариев, более 100 публикаций в специализированной литературе.

### Монографии
- Пламен Орешарски, Финансов анализ и управление на инвестициите, 1992
- Пламен Орешарски, Цени и възвращаемост на финансовите инвестиции, «Люрен», 1994

## Семья
Пламен Орешарский женат на Елке Георгиевой Орешарской (врач-кардиолог медицинского центра в г. София), у них есть сын — Денислав.